# Albaniens U23-herrlandslag i fotboll
Albaniens U23-herrlandslag i fotboll är det nationella fotbollslaget för personer i 23 års ålder och administreras av Federata Shqiptare e Futbollit.